# Cayuga Heights
Cayuga Heights – wieś w Stanach Zjednoczonych, w stanie Nowy Jork, w hrabstwie Tompkins.